# Rossana Nájera
Rossana Nájera Flores (Xalapa, Veracruz, 14 de febrero de 1980) es una actriz mexicana, conocida por su trabajo en las telenovelas Amor en custodia, Prohibido amar y Eternamente amándonos. En 2024, fue la ganadora del programa de cocina MasterChef Celebrity México.

## Carrera
Al concluir su formación actoral en TV Azteca, en la Escuela de Actuación y Comunicación (CEFAT), debutó en televisión protagonizando varios programas, incluyendo Lo que callamos las mujeres y La vida es una canción. Gracias a su desempeño en estos programas, fue invitada a participar en Los Sánchez (2004), Amor en custodia (2005), Amor sin condiciones (2005), y en Machos (2005).
En 2007 empezó una nueva etapa en su carrera al ser es invitada a conducir el programa Póker de reinas al lado de Inés Sainz Gallo, Luz Blanchet y Andrea Escalona. Participó también en el programa Luna Beijing de Juegos Olímpicos de Pekín 2008.
En 2016 se integró brevemente en Imagen Televisión conduciendo el programa CámbiameMx, enfocado en el cambio de imagen de personas comunes. En 2023, participó Eternamente amándonos, telenovela de Silvia Cano para TelevisaUnivision, y al año siguiente fue la ganadora del programa de telerrealidad MasterChef Celebrity México.
En 2024 participó en el reparto de la telenovela Cautiva por amor, misma que se estrenó en 2025.

## Filmografía
| Año  | Título                                   | Rol                       | Notas         |
| ---- | ---------------------------------------- | ------------------------- | ------------- |
| 2025 | Cautiva por amor                         | María Ángeles             |               |
| 2024 | MasterChef Celebrity México              | Ella misma                | Ganadora      |
| 2023 | Madre de alquiler                        | Beatriz Padrón            | 11 episodios  |
| 2023 | Eternamente amándonos                    | Érka Maldonado            | 51 episodios  |
| 2018 | Tenías que ser tú                        | Amaranta Sarquís          | 55 episodios  |
| 2018 | Descontrol                               | Emma                      | 1 episodio    |
| 2016 | El Chema                                 | Auristela Durán           | 6 episodios   |
| 2016 | CámbiameMx                               | Anfitriona                |               |
| 2015 | Tanto amor                               | Oriana Roldán             | 119 episodios |
| 2013 | Prohibido amar                           | Gabriela Ramírez          | 90 episodios  |
| 2012 | Los Rey                                  | Lorenza Malvido           | 125 episodios |
| 2010 | La loba                                  | Yolanda Contreras "Yoli"  | 1 episodio    |
| 2008 | Se busca un hombre                       | Lilí Olivares             | 260 episodios |
| 2008 | Luna Beijing (Juegos Olímpicos de Pekín) | Anfitriona para TV Azteca |               |
| 2008 | Póker de reinas                          | Anfitriona                |               |
| 2006 | Amor sin condiciones                     | Andrea                    |               |
| 2005 | Los Sánchez                              |                           |               |
| 2005 | Amor en custodia                         |                           |               |
| 2005 | Machos                                   |                           |               |

### Teatro
- Fresas en Invierno
- Como olvidar mi pasado
- 12 mujeres en pugna

### Películas
- Sin retorno (2009)
- Carrusel. La película (2012)